# 알드리지브라운힐스 (영국 의회 선거구)
알드리지브라운힐스 (Aldridge-Brownhills /ˈɔːldrɪdʒ braʊnhɪlz/)는 잉글랜드 웨스트미들랜즈에 위치한 영국 하원의 선거구로, 2015년부터 보수당의 웬디 머튼 의원이 지역구 의원으로 있다.

## 지역구 정보
잉글랜드 중부 웨스트미들랜즈주의 알드리지와 브라운힐스를 중심으로, 월솔 등의 교외 지역을 포괄하는 지역구이다. 보수당의 텃밭으로 분류되며 이 지역 주민들의 소득은 영국 전체 평균 수준이다.

## 경계
1974년~1983년: 알드리지브라운힐스 도시구
1983년~2010년: 월솔 도시자치구의 알드리지센트럴 사우스, 알드리지노스 월솔우드, 브라운힐스, 하터턴러셜, 펠솔, 스트리틀리 지구
2010년~현재: 월솔 도시자치구의 알드리지센트럴 사우스, 알드리지노스 월솔우드, 브라운힐스, 펠솔, 러셜셰필드, 스트리틀리
1974년 총선에서 월솔노스와 월솔사우스 지역구에서 일부 지역을 각각 따와 신설되었다. 월솔 도시자치구를 관할하는 3개 지역구 중 하나로, 자치구의 북동쪽과 동쪽 지역에 해당된다. 신설 전에는 노동당이 차지하던 지역구였는데, 노동당 지지세가 강한 피지 (Peasey) 지구 대부분이 속했기 때문이었다. 해당 지구는 선거구 개편 전 월솔사우스로 넘어갔다.

## 역대 의원
1974년 2월 총선에서 처음 신설된 이래 지금까지 이 지역구에서 당선된 의원은 총 3명에 불과하다. 1974년 2월 영국 총선에서는 노동당의 조프 에지 후보가 당선되었으나, 1979년 영국 총선에서 보수당의 리처드 셰퍼드가 당선되면서 표심이 넘어갔다. 셰퍼드 의원은 첫 당선 이래 36년간 이 지역구를 굳건히 지켜 왔으며 1997년 총선에서 노동당이 초압승을 거두는 상황에서도 노동당 선회표심이 전국 평균 이하를 기록하는 선전을 거뒀다.
2014년 리처드 셰퍼드 경이 오는 2015년 총선에 출마하지 않겠다고 밝혔다. 해당 총선에서 웬디 머튼이 보수당 후보로 출마하였으며 11,723표차의 여유로운 표심에 힘입어 당선되었다.
| 선거 | 선거       | 의원          | 정당   |
| ---- | ---------- | ------------- | ------ |
|      | 1974년 2월 | 제프 에지     | 노동당 |
|      | 1979년     | 리처드 셰퍼드 | 보수당 |
|      | 2015년     | 웬디 모튼     | 보수당 |

## 선거

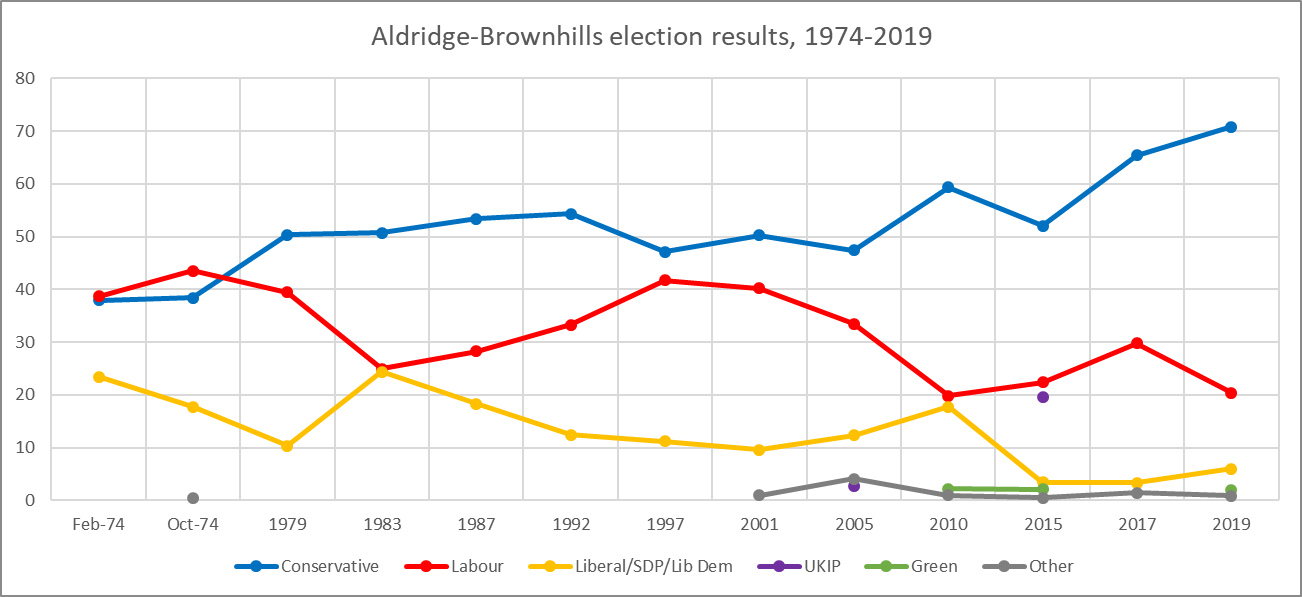
알드리지브라운힐스의 역대 선거 결과

### 2010년대

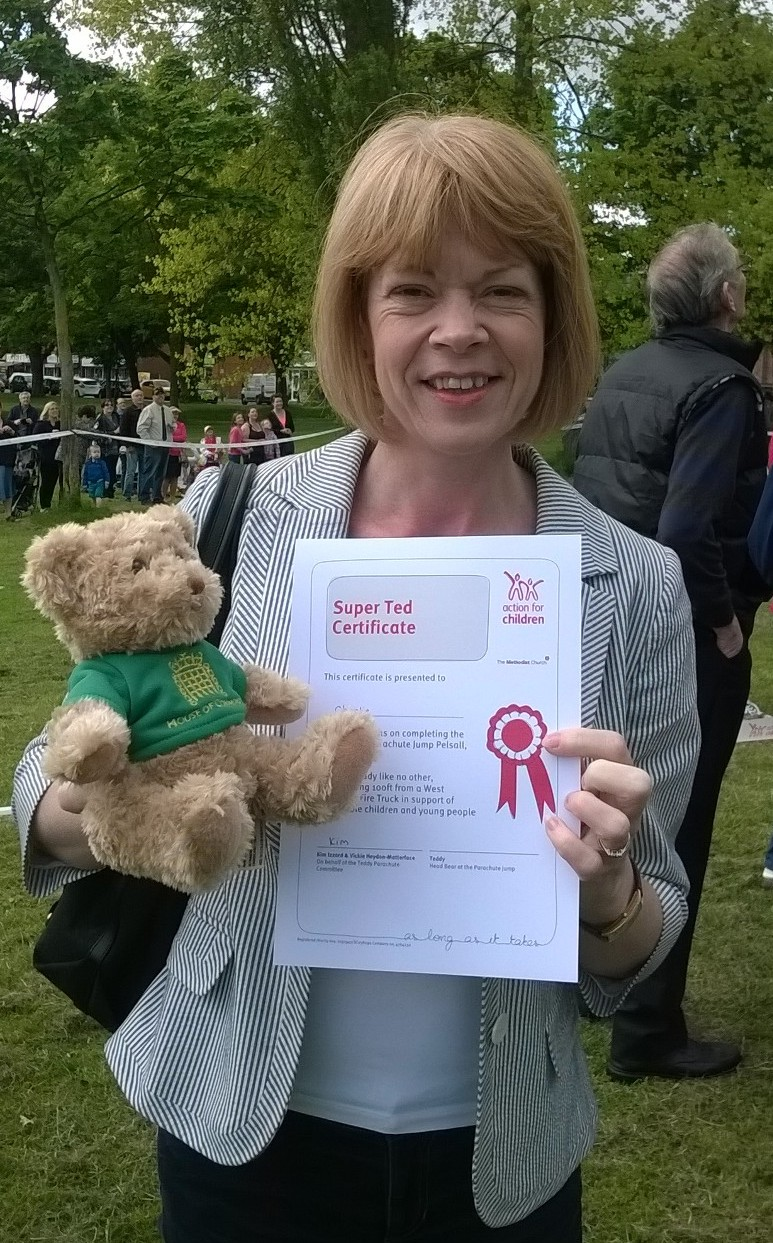
2015년부터 당선된 보수당의 웬디 모튼 의원

| 선거                                                       | 선거 결과 | 선거 결과                                              | 후보          | 후보                  | 정당   | 득표   | %     | ±%    |
| ---------------------------------------------------------- | --------- | ------------------------------------------------------ | ------------- | --------------------- | ------ | ------ | ----- | ----- |
| 2019년 총선 유권자수: 60,138 투표수: 39,342 (65.4%) (-2.1) |           | 보수당 유지 과반 득표: 19,836 (50.4%) +14.8 +7.4% 선회 |               | 웬디 모튼             | 보수당 | 27,850 | 70.8  | +5.4  |
| 2019년 총선 유권자수: 60,138 투표수: 39,342 (65.4%) (-2.1) |           | 보수당 유지 과반 득표: 19,836 (50.4%) +14.8 +7.4% 선회 | 데이비드 모건 | 노동당                | 8,014  | 20.4   | -9.4  |       |
| 2019년 총선 유권자수: 60,138 투표수: 39,342 (65.4%) (-2.1) |           | 보수당 유지 과반 득표: 19,836 (50.4%) +14.8 +7.4% 선회 | 이언 개렛     | 자유민주당            | 2,371  | 6.0    | +2.7  |       |
| 2019년 총선 유권자수: 60,138 투표수: 39,342 (65.4%) (-2.1) |           | 보수당 유지 과반 득표: 19,836 (50.4%) +14.8 +7.4% 선회 | 빌 매코미시   | 녹색당                | 771    | 2.0    |       |       |
| 2019년 총선 유권자수: 60,138 투표수: 39,342 (65.4%) (-2.1) |           | 보수당 유지 과반 득표: 19,836 (50.4%) +14.8 +7.4% 선회 | 마크 비치     | 공식 괴수 발광 괴짜당 | 336    | 0.9    | -0.5  |       |
| 2017년 총선 투표수: 40,235 (67.5%) (+1.7)                  |           | 보수당 유지 과반 득표: 14,307 (35.6%) +6.0 +2.3% 선회  |               | 웬디 모튼             | 보수당 | 26,317 | 65.4  | +13.4 |
| 2017년 총선 투표수: 40,235 (67.5%) (+1.7)                  |           | 보수당 유지 과반 득표: 14,307 (35.6%) +6.0 +2.3% 선회  | 존 피셔       | 노동당                | 12,010 | 29.8   | +7.4  |       |
| 2017년 총선 투표수: 40,235 (67.5%) (+1.7)                  |           | 보수당 유지 과반 득표: 14,307 (35.6%) +6.0 +2.3% 선회  | 이언 개렛     | 자유민주당            | 1,343  | 3.3    | -0.1  |       |
| 2017년 총선 투표수: 40,235 (67.5%) (+1.7)                  |           | 보수당 유지 과반 득표: 14,307 (35.6%) +6.0 +2.3% 선회  | 미크 비치     | 공식 괴수 발광 괴짜당 | 864    | 1.9    | -0.9  |       |
| 2015년 총선 투표수: 39,497 (65.8%) (+0.7)                  |           | 보수당 유지 과반 득표: 11,723 (29.6%) -9.9 -4.9% 선회  |               | 웬디 모튼             | 보수당 | 20,558 | 52.0  | -7.3  |
| 2015년 총선 투표수: 39,497 (65.8%) (+0.7)                  |           | 보수당 유지 과반 득표: 11,723 (29.6%) -9.9 -4.9% 선회  | 존 피셔       | 노동당                | 8,835  | 22.4   | +2.6  |       |
| 2015년 총선 투표수: 39,497 (65.8%) (+0.7)                  |           | 보수당 유지 과반 득표: 11,723 (29.6%) -9.9 -4.9% 선회  | 앤서니 톰슨   | 영국 독립당           | 7,751  | 19.6   | 신인  |       |
| 2015년 총선 투표수: 39,497 (65.8%) (+0.7)                  |           | 보수당 유지 과반 득표: 11,723 (29.6%) -9.9 -4.9% 선회  | 이언 게렛     | 자유민주당            | 1,330  | 3.4    | -14.3 |       |
| 2015년 총선 투표수: 39,497 (65.8%) (+0.7)                  |           | 보수당 유지 과반 득표: 11,723 (29.6%) -9.9 -4.9% 선회  | 마틴 커지     | 녹색당                | 826    | 2.1    | -0.1  |       |
| 2015년 총선 투표수: 39,497 (65.8%) (+0.7)                  |           | 보수당 유지 과반 득표: 11,723 (29.6%) -9.9 -4.9% 선회  | 마크 비치     | 공식 괴수 발광 괴짜당 | 197    | 0.5    | 신인  |       |

## 같이 보기
- 웨스트미들랜즈주의 선거구 목록